# Nanoscypha waterstonii
Nanoscypha waterstonii är en svampart som först beskrevs av Seaver, och fick sitt nu gällande namn av Pfister 1974. Nanoscypha waterstonii ingår i släktet Nanoscypha och familjen Sarcoscyphaceae.   Inga underarter finns listade i Catalogue of Life.